# GPS腕時計

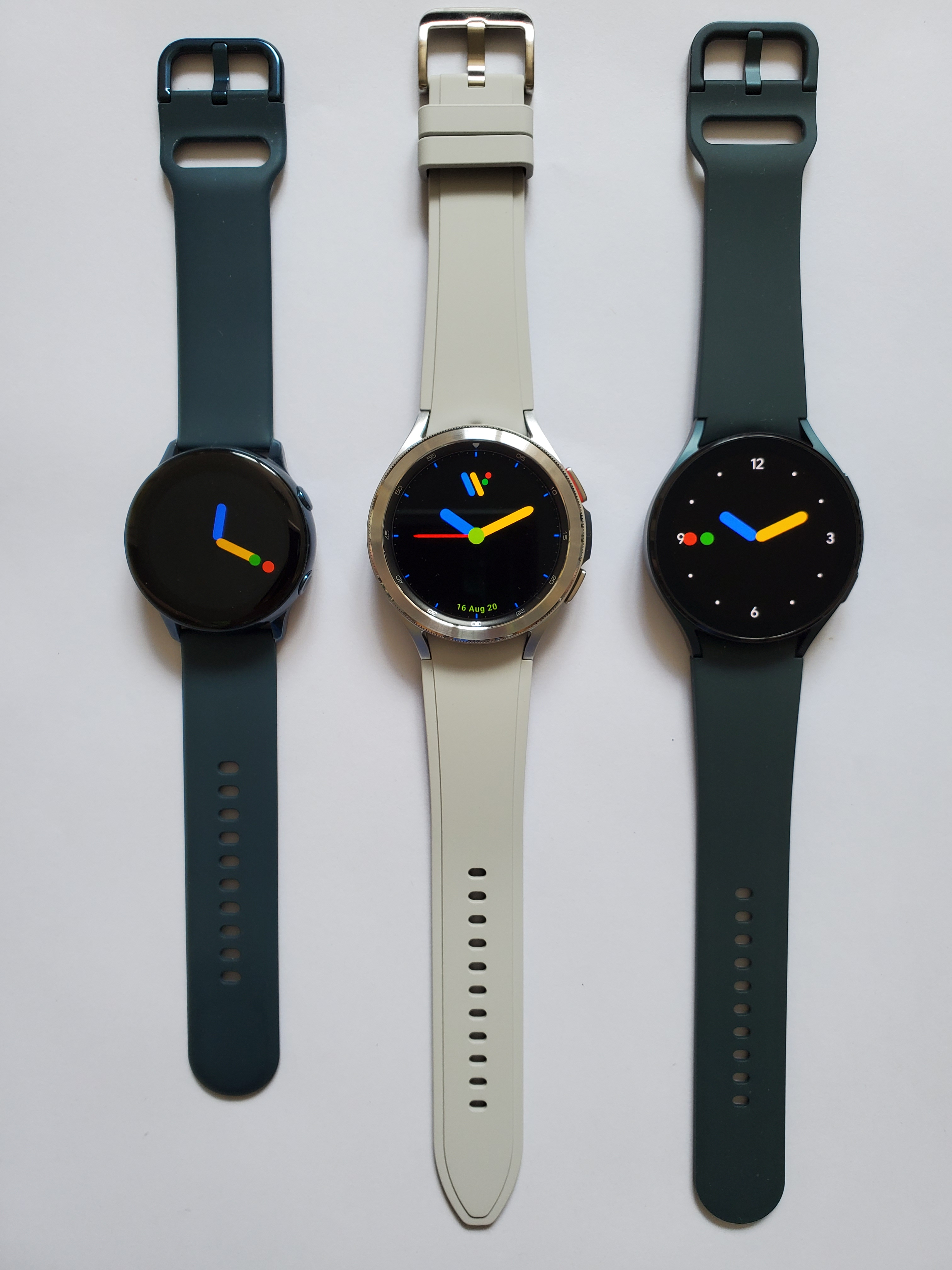
GPS腕時計 - スマートウォッチ

GPS腕時計（ジーピーエスうでどけい）、GPS watch（ジーピーエス ウォッチ）とは、GPS電波受信機能を搭載した腕時計のこと。

## 概要
機能・目的により大別すると2種類に区分できる。
- 移動速度、位置情報記録を目的としたもの（いわゆる「GPSロガー」として用いるもの）。
- 時刻補正のため、時刻情報受信を目的としたもの[1]。

前者は利用者がランニング・ウォーキングなどのアウトドア用途においてログ（移動速度、位置情報）を記録するために用いる。使用中（記録中）は常にGPS電波を受信しており、消費電力が大きく、電池容量の問題から、一般的には数時間程度しか連続使用できない。外部へログ情報を取り出すため、時計への充電を行うためのインターフェースが搭載されている。GPS電波は上空を見通せる場所でしか受信できず、建築物・樹木の陰やトンネル内では正確なログが記録できないため、フットボッドと呼ばれるセンサーを使用者の靴に取り付けて計測を補完する機能を持つものもある。また、GPS以外にみちびきの電波受信に対応したモデルも存在する。
後者は電波時計と同様、クォーツ時刻の時刻補正をして、時刻精度を向上させる手段として利用される。ただし、電波時計は世界の限られた地域でしか受信できないため、地球上のあらゆる場所で、受信に対応したGPS衛星の電波を受信する機能に置き換えたものである。モデルによっては位置情報も受信して、その場所のタイムゾーンに応じてローカル時刻や夏時間の切替も自動で行えるものもある。

## GNSS腕時計
アメリカのGPSだけでなく、他の衛星測位システム（GLONASS・Galileo・BDSなど）に対応したものを、区別してGNSS腕時計と呼ぶ事もある。ただし、そのような場合でも代名詞的に”GPS"と総称される場合もある。